# Gus Kahn
Pour les articles homonymes, voir Kahn.
Gustav Kahn, dit Gus Kahn (né le 6 novembre 1886 - mort le 8 octobre 1941), est un parolier, lyriciste, scénariste et écrivain américain. Introduit au Songwriters Hall of Fame en 1970, ses chansons les plus connues sont My Buddy (en) (1922), I'll See You in My Dreams (en) (1924), It Had To Be You (1924), Chloe, Side by Side (en) (1927) et Makin' Whoopee (1928). Il a également été le lyriciste du court métrage Beer and Pretzels (en) (1933) de Ted Healy/Les Trois Stooges.

## Biographie
Gustav Gerson Kahn naît à Coblence, province de Rhénanie, en 1886. Sa famille émigre aux États-Unis et emménage à Chicago en 1890. Après ses études secondaires, Kahn travaille un temps dans une entreprise de messagerie avant de se lancer dans la Tin Pan Alley. Il épouse Grace LeBoy en 1916 et le couple a deux enfants : Donald et Irene.
À ses débuts, Kahn écrit du vaudeville. En 1913, il s'associe avec Egbert Van Alstyne (en), avec qui il crée plusieurs succès tels Memories et, avec Tony Jackson, Pretty Baby. Plus tard, il écrit des chansons pour Isham Jones. Ce partenariat mène à l'une des œuvres les plus connues de Kahn : I'll See You in My Dreams (en), qui deviendra le titre d'un film inspiré de sa vie.
Au cours des années 1920, Kahn poursuit son travail pour Broadway et écrit des succès tels Holka Polka (1925), Kitty's Kisses (1926), Artists and Models (1927), Whoopee! (1928) et Show Girl (en) (1929). Il scénarise plusieurs films, surtout pour Metro-Goldwyn-Mayer.
En 1933, Kahn écrit des musiques de films à plein temps pour des productions telles Carioca, Thanks a Million, Kid Millions, Un jour aux courses, Everybody Sing, Une nuit d'amour, Trois jeunes filles à la page, Let's Sing Again (en), San Francisco, La Fugue de Mariette et La Danseuse des Folies Ziegfeld. Il collabore également avec la lyriciste Ira Gershwin ainsi qu'avec d'autres compositeurs tels Grace LeBoy Kahn (sa femme), Richard A. Whiting, Buddy DeSylva, Al Jolson, Raymond Egan, Ted Fio Rito, Ernie Erdman, Neil Moret (en), Vincent Youmans, George Gershwin, Harry Akst (en), Harry M. Woods (en), Edward Eliscu (en), Victor Schertzinger, Arthur Johnston (en), Bronislau Kaper, Jerome Kern, Walter Jurmann, Sigmund Romberg et Harry Warren.
Il a développé une amitié durable avec Walter Donaldson. Ils collaborent pour la première fois sur la chanson My Buddy (en) en 1922. Au cours de leurs vies, ils composeront ensemble plus d'une centaine d'œuvres.
Kahn meurt à Beverly Hills, Californie, le 8 octobre 1941. Il est enterré dans le cimetière du Forest Lawn Memorial Park à Glendale.

## Discographie sélective
- Everybody Rag with Me (1914)
- Memories (en) (1915)
- Pretty Baby (en) (1916)
- So Long, Mother (en) (1917)
- Your Eyes Have Told Me So (1919)
- Ain't We Got Fun? (1921)
- Carolina in the Morning (en) (1922)
- Toot, Toot, Tootsie (en) (Goo' Bye!) (1922)
- My Buddy (en) (1922)
- On the Alamo (en) (1922)
- Swingin' Down the Lane (en) (1923)
- Charley, My Boy (en) (1924)
- I'll See You in My Dreams (en) (1924)
- It Had to Be You (1924)
- When You and I Were Seventeen (1924)
- Sometime (1925)
- Yes Sir, That's My Baby (1925)
- Ukulele Lady (en) (1925)
- Persian Rug (1927)
- Chloe (1927)
- Side by Side (en) (1927)
- Love Me or Leave Me (1928)
- Makin' Whoopee (1928)
- Goofus (en) (1930)
- My Baby Just Cares for Me (1930)
- Dream a Little Dream of Me (1931)
- Guilty (en) (1931)
- Thanks for the Pines (1931)
- Carioca (1934)
- San Francisco (1936)
- Waltzing in the Clouds (1940)
- You Stepped Out of a Dream (en) (1940)